# Fuchsia coccinea
Fuchsia coccinea är en dunörtsväxtart som beskrevs av Soland. och William Aiton. Fuchsia coccinea ingår i släktet fuchsior, och familjen dunörtsväxter. Inga underarter finns listade i Catalogue of Life.

## Bildgalleri

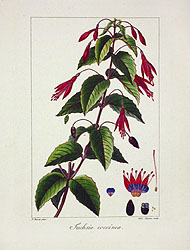